# Spiraea wardii
Spiraea wardii är en rosväxtart som beskrevs av William Wright Smith. Spiraea wardii ingår i släktet spireor, och familjen rosväxter. Inga underarter finns listade i Catalogue of Life.